# Hatena Illusion
Hatena Illusion (яп. はてな☆イリュージョン Хатэна Ирю:дзён) — ранобэ, написанное Томохиро Мацу и иллюстрированное Кэнтаро Ябуки. Впервые публиковалось издательством Shueisha под импринтом Dash X Bunko с 2014 года. История не была закончена из-за смерти автора в мае 2016 года. В начале марта 2017 года на AnimeJapan 2017 было объявлено об аниме-адаптации. Премьера состоялась 9 января 2020 года.

## Сюжет
Макото переезжает в Токио, чтобы учиться у своего родственника — всемирно известного иллюзиониста Мамору Хосисато. Прибыв в особняк своего будущего учителя, он встречает Кану, его дочь, с которой он был знаком и раньше и дружил даже, но при этой новой встрече отношения с ней не заладились.

## Персонажи
Макото Сирануэ (яп. 白井誠 Сирануэ Макото)
Сэйю: Ёсицугу Мацуока
Кана Хосисато (яп. 星里果菜 Хосисато Кана) / Хатэна (яп. ハティエナ Хатэна)
Сэйю: Айна Судзуки
Юмэми Хосисато (яп. 星里夢未 Хосисато Юмэми)
Сэйю: Мию Томита
Эмма Сакурай (яп. 桜井エマ Сакурай Эмма) — горничная, следящая за поместьем Хосисато.
Сэйю: Мао Итимити
Дживз Водхаус (яп. ジーヴス・ウッドハウス Дзи:вусу Уддохаусу)
Сэйю: Такаси Мацуяма
Мамору Хосисато (яп. 星里衛 Хосисато Мамору)
Сэйю: Ёсимаса Хосоя
Мэйв Хосисато (яп. 星里メイヴ Хосисато Маэвэ)
Сэйю: Ёсино Нандзё

## Медиа

### Ранобэ
Ранобэ за авторством Мацу Томохиро с иллюстрациями Кэнтаро Ябуки начало публиковаться 19 июля 2014 года издательством Shueisha под импринтом Dash X Bunko. В связи со смертью автора ранобэ так и не было закончено.
| № | Дата публикации      | ISBN                   |
| - | -------------------- | ---------------------- |
| 1 | 21 ноября 2014 года  | ISBN 978-4-08-631007-9 |
| 2 | 24 апреля 2014 года  | ISBN 978-4-08-631038-3 |
| 3 | 25 августа 2015 года | ISBN 978-4-08-631063-5 |
| 4 | 25 ноября 2016 года  | ISBN 978-4-08-631082-6 |

### Манга
Поти Эдоя запустил адаптацию манги на онлайн-сайте Niconico Seiga в ноябре 2018 года. Издательство Shueisha опубликовала первый том 19 сентября 2019 года.
| № | Дата публикации       | ISBN                   |
| - | --------------------- | ---------------------- |
| 1 | 17 сентября 2019 года | ISBN 978-4-08-891297-4 |
| 2 | 19 февраля 2020 года  | ISBN 978-4-08-891525-8 |

### Аниме
В марте 2017 года на AnimeJapan состоялся анонс аниме-адаптации. В 2019 году стало известно, что адаптация выйдет в формате сериала и за экранизацию будет отвечать молодая студия Children’s Playground Entertainment, под руководством режиссера Cина Мацуо по сценарию Тацуи Такахаси, за дизайн персонажей отвечает художник Руидзу Накано, а музыкальное сопровождение напишет Кэнъити Курода. Премьера аниме-сериала состоялась с 9 января по 26 марта 2020 года. Из-за «различных причин» последняя 12 серия не вышла по расписанию в апреле, как должна была, и состоялась только 3 июня 2020 года.